# Qiyaməddinli
Qiyaməddinli è un comune dell'Azerbaigian situato nel distretto di Ağcabədi.